# Itaipu (Philip Glass)
Itaipu oder Itaipú ist ein viersätziges symphonisches Werk mit gemischtem Chor des US-amerikanischen Komponisten Philip Glass im Stil der Minimal Music. Glass schrieb es 1989 nach dem Besuch des Staudamms Itaipú in Brasilien und Paraguay. Es ist Teil 3 einer Trilogie von Werken zu Natur und moderner Technik als „Naturporträt“ und folgt auf die Werke The Light und The Canyon.

## Besetzung
Aufführende sind ein großes Orchester mit dreifach besetzten Holzbläsern, großem Blechbläserapparat, Klavier, 2 Harfen, Schlagzeug (vier Spieler) und Streichern; hinzu kommt ein gemischter Chor.

## Beschreibung

### Grundansatz
Der Chor singt zu den die Landschaft und den Damm skizzierenden Motiven des Orchesters einen Schöpfungsmythos der Guaraní in deren gleichnamiger Sprache, die eine der verbreitetsten indianischen Sprachen Südamerikas ist und in Paraguay von 90 % der Bevölkerung gesprochen wird. Glass verwendet in seinem Text einen Schöpfungsmythos, der von einer Sintflut handelt, die durch das Fehlverhalten eines Gottes verursacht wird, aber durch Gesang, Tanz und Beten überwunden werden konnte.

### Sätze
Glass gliedert das Werk in vier Sätze, die ineinander übergehen:
1. Mato grosso („Der Wald“)
2. The Lake („Der See“)
3. The Dam („Der Staudamm“, hier auch: „Die Maschinen“)
4. To the Sea („Zum Meer hin“).

„Matto grosso“ öffnet leise, fast gelassen – die Stimmung erinnert an einen stillen Sumpf. „The Lake“ zeichnet ein Bild von Wellen auf dem Wasser mit den für Glass charakteristischen treibenden Rhythmen. „The Dam“ beginnt mit einer Art Fanfare, die das gewaltige, von Menschenhand geschaffene Bauwerk, den Damm, ankündigt. Die Musik wirkt erhaben und majestätisch, der Text spricht vom „Zentrum der Welt“. Dieser intensive Teil baut sich dynamisch auf. „To the Sea“, wieder in majestätischer, ehrfürchtiger Stimmung, vermittelt die Wassermassen eines langsam fließenden Flusses, der dem Ozean zustrebt.

## Aufführungen
Die Uraufführung fand am 2. November 1989 statt; Aufführende waren das Atlanta Symphony Orchestra unter der Leitung von Robert Shaw. Die deutsche Erstaufführung war am 12. Februar 2006 im Bremer Dom mit dem Orchester und Chor der Universität Bremen unter der Leitung von Susanne Gläß.

## Veröffentlichungen (Auswahl)
- Itaipu. Los Angeles Master Chorale unter Grant Gershon, Orange Mountain Music (2010)
- Itaipu & The Canyon. Atlanta Symphony Orchestra and Chorus unter Robert Shaw, Sony Classical (1990)